# Biesheim
Biesheim is een gemeente in de Franse Elzas, departement Haut-Rhin, arrondissement Colmar-Ribeauvillé, bekend vanwege zijn archeologische vondsten uit de Romeinse tijd. De gemeente telde 2.519 inwoners op 1 januari 2022.

## Geschiedenis
De gemeente maakte voor 2015 deel uit van het arrondissement Colmar en kanton Neuf-Brisach. Op 1 januari 2015 fuseerde het arrondissement met arrondissement Ribeauvillé tot het arrondissement Colmar-Ribeauvillé. Toen op 22 maart 2015 het kanton werd opgeheven werden de gemeenten ervan opgenomen in het kanton Ensisheim.

## Geografie
De oppervlakte van Biesheim bedraagt 16,55 vierkante kilometer; Op 1 januari 2022 was de bevolkingsdichtheid 152,2 inwoners per km².

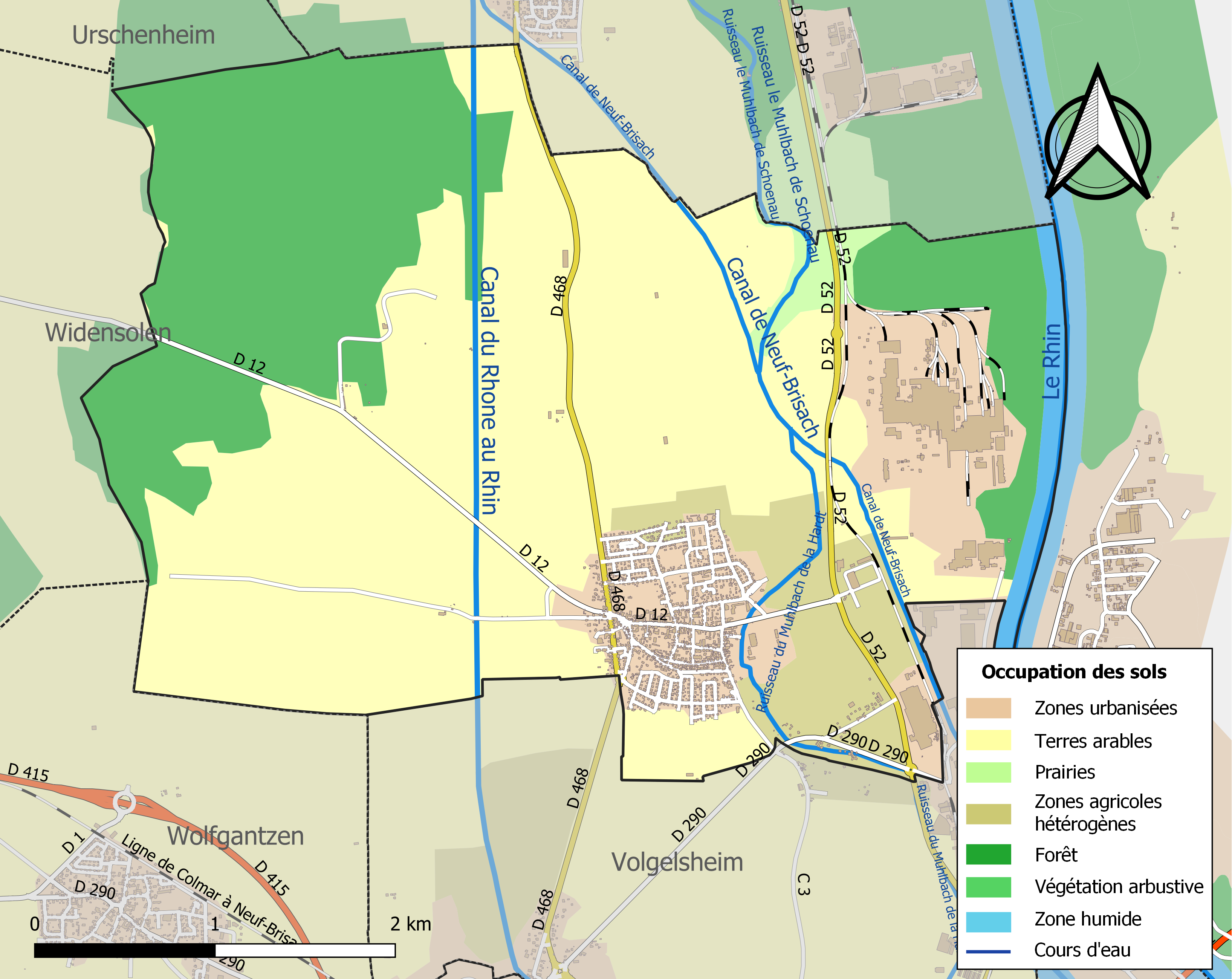
Kaart van de gemeente met de belangrijkste infrastructuur, bodemgebruik en omliggende gemeenten

## Demografie
Onderstaande figuur toont het verloop van het inwonertal.
Algolsheim · Artzenheim · Appenwihr · Balgau · Biesheim · Biltzheim · Blodelsheim · Dessenheim ·Durrenentzen · Ensisheim · Fessenheim · Fortschwihr · Geiswasser · Heiteren · Hettenschlag · Hirtzfelden · Kunheim · Logelheim · Meyenheim · Munchhouse · Munwiller · Nambsheim · Neuf-Brisach · Niederentzen · Niederhergheim · Oberentzen · Oberhergheim ·Obersaasheim · Réguisheim · Roggenhouse · Rumersheim-le-Haut · Rustenhart · Urschenheim · Vogelgrun · Volgelsheim · Weckolsheim · Widensolen · Wolfgantzen